# Sidney, Nebraska
Sidney är en stad och huvudort i Cheyenne County i den amerikanska delstaten Nebraska. Staden hade 6 757 invånare vid 2010 års folkräkning.

## Geografi
Sidney ligger på High Plains på 1 246 meters höjd. Staden ligger i Nebraskas "handtag" i nordvästra delen av delstaten, på gränsen mellan boskapsuppfödningsmarkerna i väster och jordbruksmarkerna i öster. Genom orten rinner vattendraget Lodgepole Creek.

## Historia
Orten grundades vid en järnvägsstation 1867 när Union Pacifics del av den transamerikanska järnvägen byggdes förbi platsen. Här etablerades ett fort, Fort Sidney, för att skydda järnvägsbygget från attacker från indianer i området. Orten döptes efter Sidney Dillon, järnvägsentreprenör och sedermera styrelseordförande i Union Pacific.

## Kommunikationer
Sidney har en järnvägsstation på Union Pacifics öst-västliga stambana, Overland Route, som idag enbart används för godstrafik. Genom staden går motorvägen Interstate 80 och den gamla landsvägen U.S. Route 30 parallellt i öst-västlig riktning; Route 30 går genom stadens centrum medan motorvägen passerar strax söder om staden, där en större rastplats ligger vid motorvägen. Staden ligger ungefär halvvägs på Interstate 80 mellan North Platte, Nebraska och Cheyenne, Wyoming. U.S. Route 385 viker här av norrut.